# Педро Алмодовар
Пѐдро Алмодо̀вар (на испански: Pedro Almodóvar) е филмов режисьор, сценарист и продуцент, считан за най-популярния представител на съвременното испанско кино. За работата си е награждаван с много от най-престижните международни филмови отличия, вкл. Оскар, Златен глобус, Сезар, Златната палма и др.
През 1985 г. заедно с брат си Агустин основава продуцентската компания El Deseo („Желанието“), с която продуцира както своите, така и на други режисьори творби.
Първият му дългометражен игрален филм (Pepi, Luci, Bom y otras chicas del montón) е издаден през 1980 г., а до 2021 г. Алмодовар е автор на 23 филма, много от които са придобили световна известност и признание. Филмите „Всичко за майка ми“ (Todos para mi madre) и „Говори с нея“ (Hable con ella) са сред най-успешните испански филми за всички времена.
Характерно за стила на Алмодовар е представянето на често тежки социални и лични проблеми с мелодраматична смесица от трагедия, лек жизнеутвърждаващ хумор и оптимизъм. Чести мотиви са слабостите и силата на жените, обикновено съчетани в един или няколко централни женски образа и различните прояви на човешката сексуалност. Повечето му филми съдържат скрита критика към редица обществени и религиозни норми, като често под прицел е Католическата църква.
Известният испански актьор Антонио Бандерас започва своята кариера с ключови роли във филми на Алмодовар, които му помагат да пробие извън Испания. По подобен начин Пенелопе Крус добива световна известност с помощта на Алмодовар и участието си в „Жива плът“ .
В своите проекти режисьорът често включва едни и същи лица – Бандерас, Крус, Кармен Маура, Мариса Паредес, Роси де Палма и др.

## Филмография
- Pepi, Luci, Bom y otras chicas del montón (1980)
„Пепи, Луси, Бом и останалите момичета от квартала“
- Laberinto de pasiones (1982)
„Лабиринт на страстите“
- „Entre tinieblas“ (1983)
„Съмнителни наклонности“
- ¿Qué he hecho yo para merecer esto!! (1984-1985)
„Какво сторих, за да заслужа това?!“
- Matador (1985-1986)
„Матадор“
- La ley del deseo (1987)
„Законът на желанието“
- Mujeres al borde de un ataque de nervios (1988)
„Жени на ръба на нервна криза“
- ¡Átame! (1990)
„Ела, завържи ме!“
- Tacones lejanos (1991)
„Високи токчета“
- Kika (1993)
„Кика“
- La flor de mi secreto(1995)
„Цветето на моята тайна“
- Carne trémula(1997)
„Жива плът“
- Todo sobre mi madre (1999)
„Всичко за майка ми“ е най-награждаваният испански филм[3]. Той спечелва за Алмодовар, измежду много други награди Оскар и Златен глобус за най-добър чуждестранен филм.
- Hable con ella (2002)
„Говори с нея“ също печели Оскар, този път в категорията „най-добър оригинален сценарий“.
- La mala educación (2004)
„Лошо възпитание“ представя един поглед върху болезнения проблем в много западни общества със сексуалното насилие над деца от някои представители на Католическата църква. Тази тема рязко се отличава от останалите филми на Алмодовар, които обикновено са много по-тясно свързани със света и мирогледа на жените.
- Volver (2006)
„Завръщане“
- Abrazos rotos (2009)
„Прекършени прегръдки“
- La piel que habito (2011)
„Кожата, в която живея“
- Los amantes pasajeros (2013)
„Свалка в облаците“
- Julieta (2016)
- Dolor y gloria (2019)
„Болка и величие“
- La voz humana (2020)
- Madres paralelas (2021)
- La habitación de al lado (2024)
„Стая в съседство“

## Признание
- Чуждестранен почетен член на Американската академия на изкуствата и науките.
- Награда на принцесата на Астурия (2006)
- Почетен доктор на Оксфордския университет (2016).
- Почетен доктор на Харвардския университет (2009)[4].
- Почетен доктор на Университета Париж-VIII: Венсен-Сен Дени (2012)
- Почетна награда на Европейската киноакадемия (2013)[5].
- Почетен „Златен лъв“ на Венецианския кинофестивал (2019)[6].

## Частична дискография
Албуми
- 1983 - ¡Cómo está el servicio... de señoras!

Сингли
- 1982 - Gran Ganga/Suck It To Me
- 1983 - Susan Get Down
- 1983 - SatanaS.A./Voy a ser mamá
- 1989 - Gran Ganga/Voy a ser mamá